# Paradoja francesa

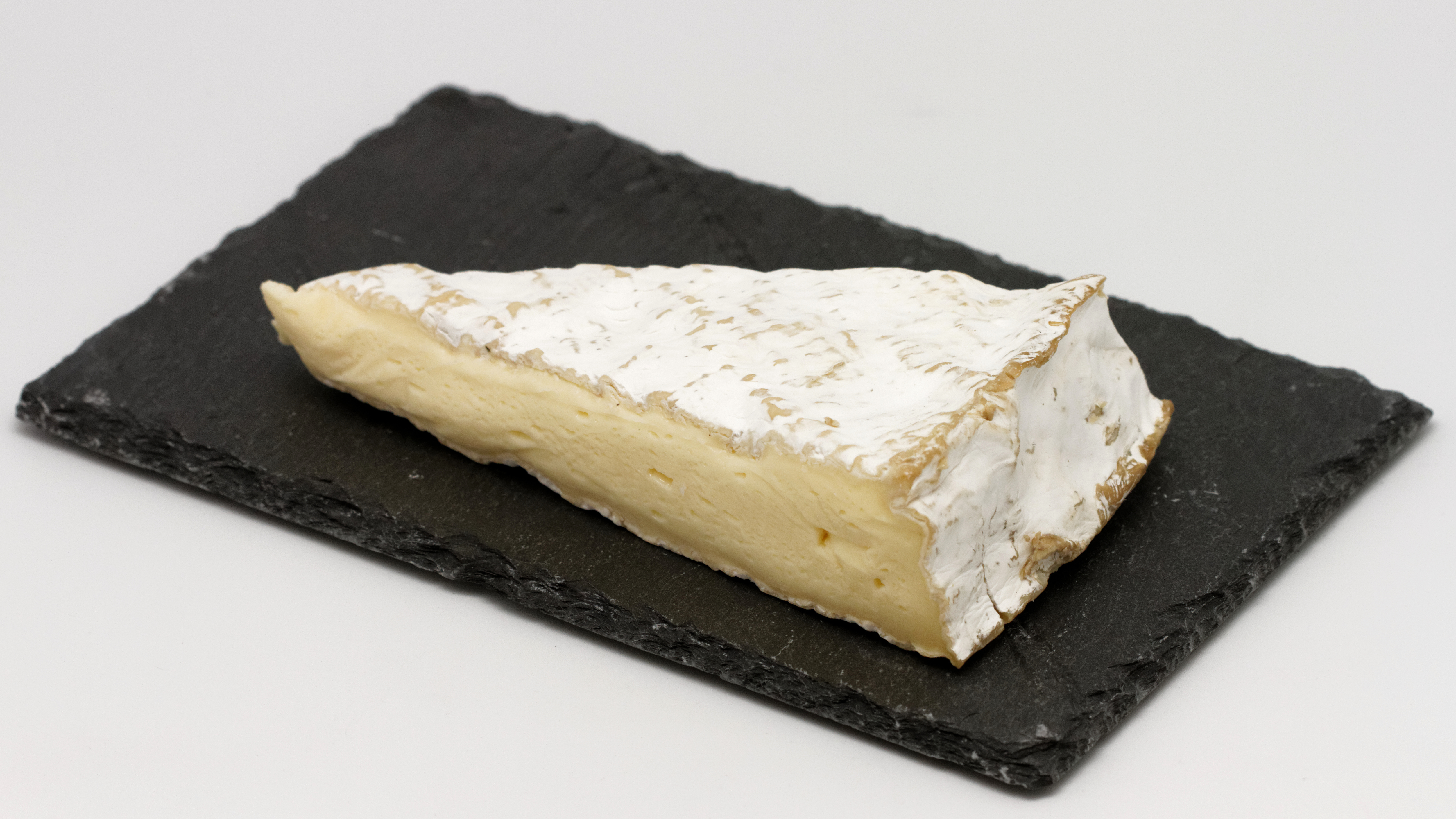
Paradoja nutricional solo en Francia, dieta muy rica en grasas saturadas.

Paradoja francesa es el nombre de la supuesta paradoja nutricional que se da en Francia y que no encaja con una parte de la teoría nutricional mayormente establecida en la actualidad. En ese país la incidencia de enfermedades cardiovasculares es mucho menor a comparación de otros países desarrollados, aunque siguen una dieta más rica en grasas saturadas.
El irlandés Samuel Black, observador y amante de la cultura y la buena mesa gala, publicó en 1819 un artículo científico en el que hizo la siguiente observación: «Los franceses comen una gran cantidad de grasas -quesos, otros derivados de la leche completa y foie gras- y en general tienen menos ataques al corazón que los ingleses y otros europeos». Al final del artículo Black dejó entrever que el consumo de vino tinto podía tener alguna participación en el asunto.
Ha habido varias interpretaciones del hecho. En 1991, un programa de televisión de la cadena estadounidense CBS (60 minutos) aseguró que se debía a las propiedades del vino tinto, y eso hizo que se dispararan las ventas de vino tinto en aquel país. Desde entonces este fenómeno se lo conoce como paradoja francesa. Por su parte, Paul Bocuse lo explicaba por la gran calidad de los foies y las carnes que consumen, junto con el vino. Estudios recientes apuntan al efecto del consumo de aceite de oliva con alto contenido en ácido oleico y otros ingredientes típicos de la llamada dieta mediterránea.
De una parte parece claro que un consumo moderado de alcohol, especialmente de vino (que contiene resveratrol, polifenoles y flavonoides), es perjudicial para la salud [cita requerida], si bien los estudios más recientes concluyen que no hay relación entre el consumo de grasa saturada y las enfermedades cardiovasculares y en todo caso podría ser al revés, si bien otros factores podrían ser un aumento del consumo de vegetales y reducción del consumo de hidratos de carbono.  Aparte de todo esto, se ha visto recientemente que el contenido de vitamina K2 MK-4 presente en los quesos franceses podría ser una de las explicaciones de esta paradoja.

La idea de que las grasas saturadas son perjudiciales, se remontan a un estudio realizado en 1950 por Ancel Keys, que se ha demostrado intencionadamente falso.